# Philistina microphylla
Philistina microphylla är en skalbaggsart som beskrevs av Wood-mason 1881. Philistina microphylla ingår i släktet Philistina och familjen Cetoniidae. Inga underarter finns listade i Catalogue of Life.